# MiG–17
A MiG–17 (NATO-kódja: Fresco) a Szovjetunióban a Mikojan–Gurjevics-tervezőirodában kifejlesztett első generációs sugárhajtású vadászrepülőgép. 1952-ben állították szolgálatba, Lengyelországban és Kínában is gyártották. Különböző változataiból több mint 10 000 db készült.

## Története
A MiG–17 tervezése 1949-ben kezdődött az OKB–155 tervezőirodában. Az első prototípus 1950-ben szállt fel először. A repülőgépet a korábbi, sikeres konstrukciónak bizonyult MiG–15 továbbfejlesztésével alakították ki, szerkezete nagyrészt megegyezik azzal. A legjelentősebb módosítás az új, kettős nyilazású szárny alkalmazása volt. Belső, törzs közeli részének nyilazási szöge 45°, külső részének a nyilazása pedig 42°. További jól látható különbség a MiG–15-höz viszonyítva a szárnyak felső felületén alkalmazott három-három terelőlap, míg a MiG–15-én csak kettő volt. Elődjével ellentétben a törzs hátsó-alulsó részén, a hajtómű alatt egy vékony pótvezérsíkot kapott. A MiG–17-be a MiG–15-nél is alkalmazott Klimov VK–1 gázturbinás sugárhajtóművet építették, de néhány későbbi változat már a VK–1 utánégetővel felszerelt változatát, a VK–1F hajtóművet kapta.
Az első, SZI gyári típusjelzésű prototípus Ivan Ivascsenko berepülőpilótával 1950. január 14-én repült először. A berepülések az SZI 1950. március 17-i balesete után a második, radarral felszerelt, SZP–2 prototípussal folytatódtak. 1951-ben egy kétdarabos előszéria készült. A gépekkel folytatott próbák kedvező tapasztalatai után 1951. szeptember 1-jén döntöttek a sorozatgyártásról, amely augusztusban indult be. A sorozatgyártás során többször modernizálták és többféle alváltozatát alakították ki. A radarberendezéssel felszerelt változatát MiG–17P típusjellel gyártották. 1953-tól gyártották az utánégetős gázturbinás sugárhajtóművel felszerelt változatát, a MiG–17F-t. 1956-ban 46 db, radarral és utánégetővel felszerelt MiG–PF változatot átalakítottak a Kalinyingrad K–5 rakéta hordozására, ez a változat a MiG–17PM típusjelet kapta. Kisebb mennyiségben fényképezőgéppel felszerelt felderítő-változat is készült. A MiG–17 sorozatgyártása 1958-ig folyt a Szovjetunióban. Ezt követően már csak Lengyelországban, legtovább pedig Kínában gyártották.

## Szerkezeti kialakítása
A MiG–17 teljesen fémépítésű, duralumíniumból készült középszárnyas, egyhajtóműves repülőgép. Szárnyai erősen nyilazottak, belső része trapéz alakú. Mindkét szárnyon áramlásterelő lapok találhatók. A törzs félhéj-szerkezetű. Az orr-részben kapott helyet a levegőbeömlő nyílás. A levegő-csatorna a pilótafülkét két oldalról kerüli meg, és a hajtómű előtt egyesül. A törzs hátsó részében helyezkedik el a gázturbinás sugárhajtómű, amelynek javításához vagy cseréjéhez a törzs hátsó része teljes egészében leszerelhető. A pilótafülke túlnyomásos, amelyben 250 m-es minimális alkalmazási magasságú katapultülés található. A repülőgép a törzs oldalára szerelt, hidraulikus féklapokkal rendelkezik. Futóműve hagyományos, hárompontos, Az orrfutó a törzsbe, a főfutók a szárnyba húzhatók be. A beépített VK–1 gázturbinás sugárhajtómű tolóereje 25,5 kN, a VK–1F változat tolóereje utánégető-üzemmódban 33,1 kN. A törzsben elhelyezett két üzemanyagtartály össztérfogata 1415 liter. A szárnyakra két, egyenként 400 l-es üzemanyag-póttartály függeszthető.

## Fegyverzete
A nappali vadász-változatok (MiG–17 és MiG–17F) két Nugyelman-Rihtyer NR–23 23 mm-es gépágyúval, valamint egy db Nugyelman N–37 37 mm-es gépágyúval voltak felszerelve. A két 23 mm gépágyúnak egyenként 80 db-os, a 37 mm-es gépágyúnak 40 db-os volt a lőszerjavadalmazása. A gépágyúkat a törzs orr-részében, a levegőbeömlő nyílás előtt építették be. A három gépágyú karbantartáshoz, javításhoz egy egységként kiszerelhető volt. A radarral felszerelt változatoknál (MiG–17P, MiG–17PF) a 37 mm-es gépágyú helyére is egy NR–23 gépágyú került a radar okozta tömegnövekedés kompenzálására. Mindhárom gépágyú 100 db lőszerjavadalmazással rendelkezett. Mindegyik MiG–17-változat alkalmas volt 100 kg-os légibombák hordozására, amelyeket a szárnyak alatt lehetett rögzíteni. Ezekre a rögzítési pontokra 400 l-es üzemanyag-póttartályt is lehetett szerelni. A MiG–17 PM-változata volt az egyetlen, amelynél rendszeresítették a K–5 vezetősugaras irányítású légiharc-rakétákat. Több országban módosították az ott üzemeltetett MiG–17 repülőgépeket, így többféle helyi változat alakult ki. Egyes gépeken alkalmaztak földi célok elleni nemirányított rakétákat is.
A MiG–17 nappali vadász-változata nem rendelkezett radarberendezéssel. Az éjszakai harcra alkalmas MiG–17P-nél jelent meg az RP–1 Izumrud radar az orr-részbe építve. A MiG–17PF kezdetben szintén Izumrud radart kapott, a későbbi példányokat azonban már a modernebb RP–5 Izumrud–5 radarberendezéssel szerelték fel. A MiG–17PM változat ugyancsak Izumrud radarral rendelkezett, amely a célfelderítésen kívül a légharc-rakéták célravezetését is biztosította.

## Licenc-változatok

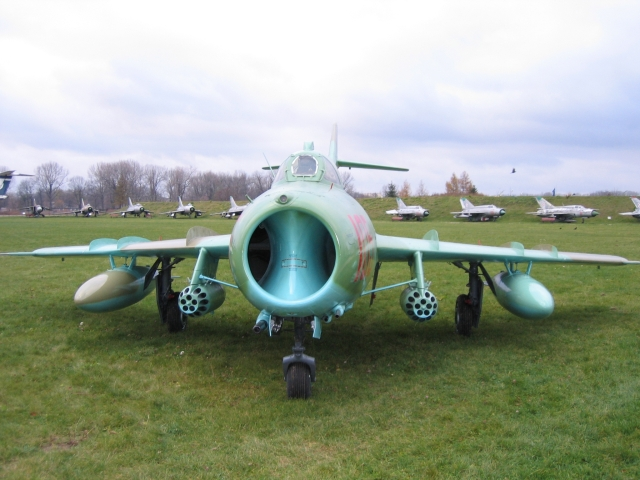
A Lengyelországban gyártott vadászbombázó változat, a Lim–6bis

### Lengyelország
Lengyelország 1955-ben vásárolta meg a MiG–17 gyártási jogát a Szovjetuniótól. A gépet Lim–5 típusjelzéssel a WSK „PZL-Mielec” gyártotta. A Lim típusjelzés a Licencyjny myśliwiec ("Licenc-vadászgép") lengyel kifejezésből származik. Az első lengyel változat 1956. november 28-án készült el, a gyártás 1960-as beszüntetéséig összesen 477 db Lim–5 készült Mielecben. Lengyelországban gyártották a Lim–5 AFA–39 fényképezőgéppel felszerelt felderítő változatát Lim–5R típusjelzéssel, a gyártási darabszám azonban nem ismert. 1959–1960-ban 129 db MiG–17PF is készült a PZL-nél Lim–5P típusjellel. A PZL néhány saját változatot i kifejlesztett. 1960-ban a PZL elkészített egy vadászbombázó változatot, amelyet 1960-ban Lim–5M jelzéssel gyártottak, majd 1963-tól a továbbfejlesztett Lim–6bis készült, később pedig a Lim–6M. A Lim-6-nak két felderítő változatát is kifejlesztették Lengyelországban: a Lim–6R-t és a Lim–6MR-t. A földi támogató változatok a MiG–17 eredeti fegyverzetén túl 57 mm-es nemirányított rakétákkal voltak felszerelve.

### Kína
Kínában az első MiG–17-t 1956-ban szerelték össze, akkor még a Szovjetuniótól kapott alkatrészekből. Ezek a gépek egyes források szerint Kínában J–4 típusjellel üzemeltek. 1957-re azonban Shenyangban már megszervezték a MiG–17 kínai sorozatgyártását. A kínai, hazai használatra szánt változat típusjelzése J–5 volt, az exportra került gépek F–5 típusjelzést kaptak. 1964-től Kínában is gyártották a MiG–17PF-el megegyező, radarral felszerelt változatot, J–5A, illetve F–5A típusjellel. Kínában kifejlesztették a MiG–17 egyetlen kétüléses kiképző-gyakorló változatát is, amelyet JJ–5 (FT–5) jelzéssel gyártottak. A JJ–5-höz a Kínában JJ–2 néven gyártott MiG–15UTI kétüléses pilótafülkéjét használták fel. Ezt a változatot 1966–1986 között gyártották, egyúttal ez volt a legtovább gyártott MiG–17 változat is. (Kínán kívül sehol – így a Szovjetunióban – sem készült kétüléses változata a MiG–17-nek. Kiképzési célokra mindenhol a MiG–15UTI kétüléses változatot használták.)

## Harci alkalmazása
A MiG–17 első harci alkalmazására a vietnámi háborúban került sor, melynek során az észak-vietnámi erők nagy számban használták a típust. Habár lassúbb és korszerűtlenebb volt, mint a háborúban szintén alkalmazott MiG–21, a vietnámi pilóták kedvelték jó manőverezőképessége miatt. Előfordult, hogy jóval korszerűbb és gyorsabb amerikai vadászrepülőgépet is sikerült lelőni MiG–17-tel. (Ennek magyarázata az, hogy abban az időben még a többszörös hangsebességre képes repülőgépek utazósebessége is hangsebesség alatti volt még függesztmény nélkül is.) A gépet az arab-izraeli háborúk során az arab hadseregek oldalán is bevetették.

## Típusváltozatok

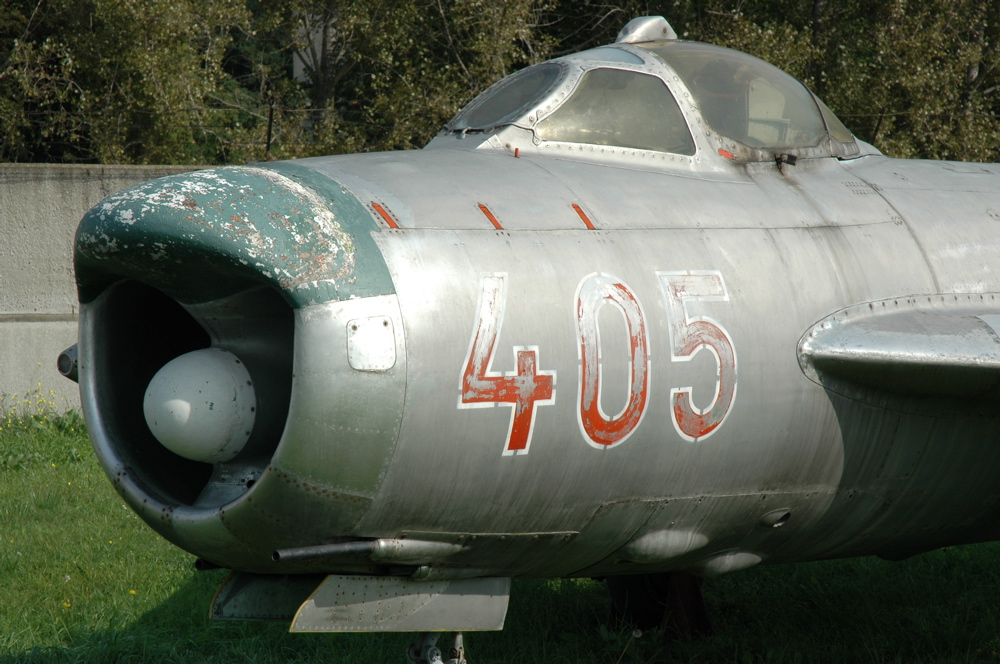
A MiG–17PF orrába épített Izumrud–5 radarberendezés

- MiG–17 – az alapváltozat Klimov VK–1 gázturbinás sugárhajtóművel felszerelve (NATO-kódja: Fresco–A)
- MiG–17A – növelt üzemidejű változat Klimov VK–1A hajtóművel
- MiG–17ASZ – földi támogató változat földi célok elleni 57 mm-es nemirányított rakétákkal felszerelve
- MiG–17P – minden időben alkalmazható, radarral felszerelt változat (Fresco–B)
- MiG–17F – Klimov VK–1F utánégetős gázturbinás sugárhajtóművel felszerelt változat (Fresco–C)
- MiG–17PF – minden időben alkalmazható, Klimov VK–1F hajtóművel és radarral felszerelt változat (Fresco–D)
- MiG–17PM – radarral felszerelt, a K–5 rakéták hordozására alkalmassá tett változat (Fresco–E)
- MiG–17R – Klimov VK–1F hajtóművel és fényképezőgéppel felszerelt felderítő változat

## Alkalmazó országok

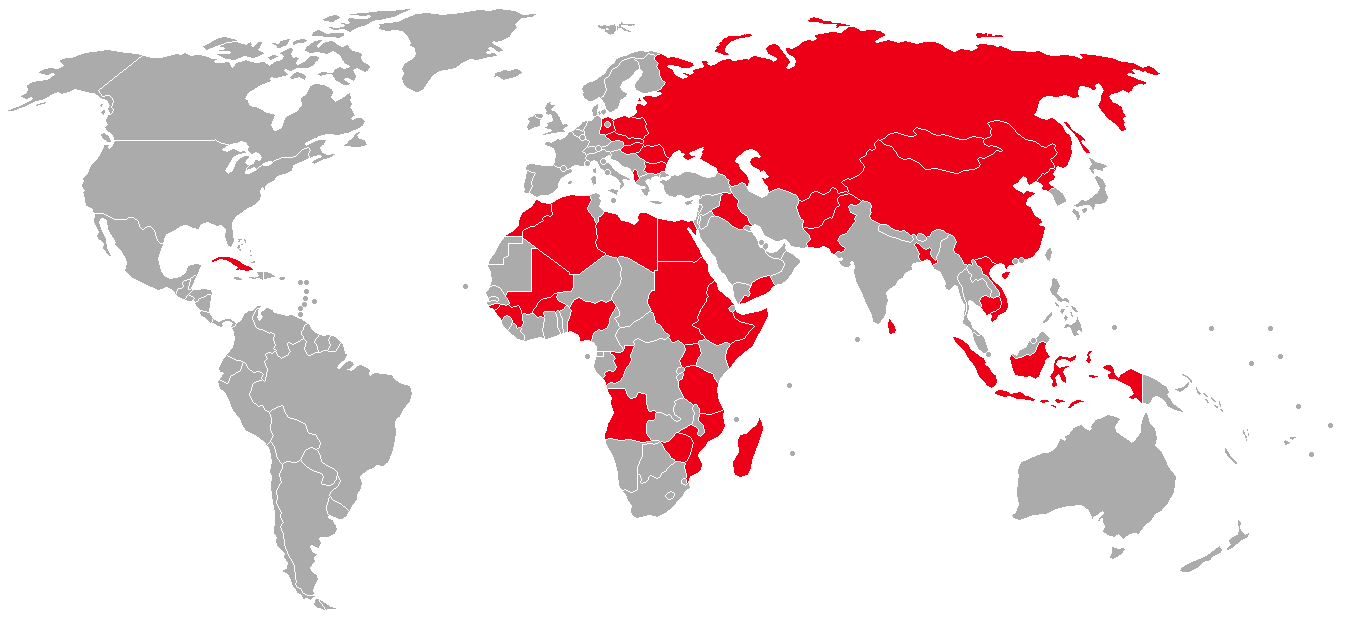
A MiG–17-t üzemeltető országok

A MiG–17-t, valamint külföldi változatait, a Lim–5-t és a J–5/F–5-t a Varsói Szerződés összes országában, valamint számos fejlődő országban alkalmazták.
Az üzemeltető országok:
- Afganisztán
- Albánia
- Algéria
- Angola
- Banglades
- Bissau-Guinea
- Burkina Faso
- Bulgária
- Csehszlovákia
- Egyiptom
- Etiópia
- Indonézia
- Irak
- Jemen
- Kambodzsa
- Kína
- Kongói Köztársaság
- Észak-Korea
- Kuba
- Lengyelország
- Líbia
- Madagaszkár
- Mali
- Magyarország
- Marokkó
- Mongólia
- Mozambik
- NDK
- Nigéria
- Pakisztán
- Románia
- Szomália
- Szovjetunió
- Srí Lanka
- Szudán
- Tanzánia
- Uganda
- Vietnám
- Zimbabwe

A MiG–17-t legtovább üzemeltető ország Albánia volt. Néhány üzemképes példánya magángyűjtők tulajdonában az Amerikai Egyesült Államokban is megtalálható. Magyarországon a MiG–17F és MiG–17PF változatok álltak szolgálatban 1955–1974 között.
1968-tól 1981-ig az amerikai légierő a Constant Peg programban illetve elődeiben különböző módokon megszerzett MiG–17-eseket és J–5-ösöket használt valósághű légiharci képzésre.

## Külső hivatkozások
- A "MiG" Repülőgépgyártó Vállalat honlapja (oroszul és angolul) Archiválva 2007. március 12-i dátummal a Wayback Machine-ben
- The Mikoyan MiG–15, MiG–17, & MiG–19 – Az Air Vectors típusismertetője
- http://www.fas.org/nuke/guide/russia/airdef/mig-17.htm